# Armando Dellantonio
Armando Dellantonio (Gries-San Quirino, 1925. január 19. – ?, 2022. február) világbajnok olasz párbajtőrvívó.